# Bea Meulman
 (février 2019).
Beatrix Meulman dite Bea Meulman, née le 1er février 1949 à Rotterdam et morte le 6 juillet 2015 à Amsterdam,,, est une actrice néerlandaise.

## Filmographie

### Cinéma et téléfilms
- 1978 : Dubbelleven (nl) : Tiny
- 1986 : Mama is boos! (nl) : Gerda K.P.R
- 1990 : De Brug (nl) : La mère de Overste
- 1990 : Medisch Centrum West (nl) : Odile Bussink
- 1990 : Goede tijden, slechte tijden : Mme Vink
- 1991 : De zomer van '45 (nl) : Mme Jelgersma
- 1992 : Ha, die Pa! (nl) : Edith Goedhart
- 1992 : Suite 215 : Els Rietman
- 1992 : Niemand de deur uit (nl) : La professeur
- 1993-1995 : Vrouwenvleugel (nl) : Teun Metz
- 1994-2003 : SamSam (nl)

```
: Rietje Brouwer
```

- 1997 : Oppassen!!! (nl) : Jeanien van Weert
- 1998 : Otje (nl) : Mme Pardoes
- 2003-2004 : Onderweg naar Morgen : Karin de Boei
- 2004 : Sinterklaas en het Geheim van de Robijn (nl) : Marja, la directrice adjointe du musée
- 2004 : Baantjer : Corry de Roos
- 2006 : Van Speijk : Mme Roosjes
- 2008 : Hoe overleef ik...? : Miss Frans
- 2009 : Citroentje met suiker (nl) : Tante Alie
- 2011 : Van God Los (nl) : La mère de Miranda